# وندر (كوهباية الشرقي)
وندر (بالفارسية: وندر) هي قرية تقع في إيران في قسم کوهبایة الشرقي الریفي. يقدر عدد سكانها بـ 87 نسمة .